# Profese (novela)
Profese je sci-fi novela amerického spisovatele Isaaca Asimova. Příběh poprvé vyšel v červencovém čísle časopisu Astounding Science Fiction z roku 1957 a byl úvodním příběhem sbírky Nine Tomorrows z roku 1959.

## O díle
Autor představuje centralizovanou pozemskou společnost 66. století, kde se děti učí prakticky okamžitě pomocí přímé interakce počítače a mozku, v procesu známém jako "záznam na pásku". Tento systém se podobá neuropočítačovému rozhraní, koncepci, kterou později zkoumal Arthur C. Clarke. Země nejenže vzdělává své lidi tímto způsobem, ale také dodává vzdělané profesionály na jiné planety, vnější světy.
Mít vlohy pro danou oblast, touhu se v ní učit a rozvíjet a snahu neustále praktikovat – to jsou vlastnosti, které dělají profesionála. Novela Isaaca Asimova "Profese" toto téma zdůrazňuje a ukazuje, že profesionalitu definuje schopnost myslet, učit se, přicházet s inovativními řešeními a usilovat o zlepšování v oboru, a ne titul.

## Příběh
V daleké budoucnosti prošel proces vzdělávání, výběru a získávání profese radikálními změnami. Namísto dlouhého procesu učení se z knih a praxe se lidem do mozku zapisují potřebné znalosti pomocí speciálního stroje a výukových pásek během několika minut. V osmi letech se tak každé dítě učí číst a psát. Do 18 let žije s rodiči, aniž by se čemukoli učilo. Poté je podroben testování strojem, které na základě jeho výsledků určí nejvhodnější profesi a zapíše do mozku potřebné znalosti. Svobodná volba profese neexistuje, rozhodnutí stroje je konečné a neodvolatelné.
Za další rok a půl se mladík nebo dívka účastní Olympiády – soutěže mladých specialistů v každé profesi. V závislosti na svých výsledcích na Olympiádě získává více či méně prestižní pracovní místo.
Současný stav věcí vyhovuje všem. Mladí lidé se do začátku profesního vzdělávání vůbec nesnaží pochopit, co je na světě nejvíce zajímá, ale netrpělivě čekají na den, kdy jim budou oznámeny výsledky testů a jejich osud.
Hlavní hrdina George Pleiten se však už ve "školních" letech z nějakého důvodu rozhodl, že ho zajímá profese programátora. Snaží se samostatně pochopit základy této práce z knih, v naději, že to může ovlivnit výsledky testů. Ale Georgeovi se nepodaří stát se programátorem: podle výsledků testů je shledán nezpůsobilým pro strojové učení ("váš mozek není vhodný pro vkládání znalostí") a tudíž ani pro žádnou profesi. George je v šoku, podezřívá lékaře z falšování výsledků z osobní nevraživosti a v afektu se ocitá v ústavu pro slabomyslné, kde jsou umístěni stejní mladí lidé bez profese. Tam se snaží učit starým způsobem s pomocí knih a učitelů, tráví měsíce tím, co se ostatní dozví za jedno sezení.
O rok a půl později se George stále vidí jako oběť chyby a nemůže se smířit se svou diagnózou. Uteče a vydá se na Olympiádu. Podaří se mu uskutečnit svůj plán – seznámit se s některým z vysoce postavených úředníků, který ho bude ochoten vyslechnout a možná změnit jeho osud. George se s ním podělí o to, k čemu už dávno dospěl a co viděl potvrzeno na "Olympiádě" – strojové vzdělávání, se všemi svými přednostmi, zbavuje člověka tvořivého přístupu k profesi, potlačuje schopnost samostatně myslet a zdokonalovat se. Nakonec mu dojde, že je od samého začátku útěku pod dohledem. Vrátí ho do ústavu, ale vysvětlí mu, že zde nejsou shromážděni slabomyslní, že je jedním z těch, kteří si zachovali schopnost samostatného myšlení, nových objevů a vynálezů a posouvají vědecko-technický pokrok.